# Gunter Lippmann
Gunter Lippmann (* 31. August 1948; † 21. August 2013) war ein deutscher Fußballspieler. Zwischen 1968 und 1978 spielte er für  Sachsenring Zwickau in der DDR-Oberliga, der höchsten Liga im DDR-Fußball.

## Sportliche Laufbahn
Sein Debüt in der DDR-Oberliga gab Gunter Lippmann, der schon seit 1962 bei der Vorgängermannschaft Motor Zwickau spielte, als 20-Jähriger am 16. Spieltag der Saison 1967/68 als Linksaußenstürmer beim 5:0-Heimspielsieg über den FC Rot-Weiß Erfurt. Sein erstes Oberligator erzielte er bei seinem dritten Oberligaeinsatz, als er zuhause bereits in der zweiten Minute seine Mannschaft gegen Dynamo Dresden in Führung schoss und damit den 2:1-Sieg einleitete. Zwickaus Trainer Joachim Seiler setzte Lippmann bis zum Saisonende in fünf aufeinanderfolgenden Oberligaspielen ein, stets als Linksaußenstürmer.
Lippmann wurde auch zur Saison 1968/69 für die 1. Mannschaft Sachsenrings nominiert und kam unter dem neuen Trainer Manfred Fuchs in der Hinrunde zunächst auf elf Oberligaeinsätze. Dabei spielte Lippmann wieder im Sturm, jedoch auf immer wechselnden Positionen. Anschließend verschwand er aus dem Oberligakader. Zur Saison 1969/70 wurde er für die 2. Mannschaft gemeldet, die in der zweitklassigen DDR-Liga spielte. Dort war Lipmmann von Beginn an Stammspieler im Angriff, absolvierte 27 der 30 Punktspiele und war dabei mit fünf Treffern erfolgreich. Einmal wurde er auch in der Oberliga aufgeboten, als Einwechselspieler für 17 Minuten.
In der Folge pendelte Lippmann bis 1976 zwischen 1. und 2. Mannschaft. In der Oberliga kam er in den Spielzeiten 1970/71 bis 1975/76 in den 156 ausgetragenen nur 36-mal zum Zuge, obwohl er stets für die Oberliga nominiert worden war. Auch in der 2. Mannschaft gehörte er nur bedingt zum Spielerstamm. 1973/74 schien es, als hätte er die Rückkehr in die Oberliga geschafft. Zum Abwehrspieler umfunktioniert konnte er zunächst zehn Oberligaspiele absolvieren, musste danach aber verletzt wieder aufgeben. Am Pokalsieg der Zwickauer 1975 war Lippmann mit zwei Spielen (Vorrunde, Achtelfinale) beteiligt. Ab 1975/76 gelang es ihm, wieder in der 1. Mannschaft Fuß zu fassen. Wenn auch in unregelmäßigen Abständen kam er auf 15 Spiele in der Oberliga. Als Höhepunkt seiner Karriere bestritt Lippmann alle sechs Spiele der BSG Sachsenring im Europapokal der Pokalsieger 1975/76, darunter die beiden Halbfinalspiele gegen RSC Anderlecht (0:3, 0:2). 1976/77 konnte Lippmann noch einmal eine befriedigende Saison bestreiten. Ab dem 6. Spieltag wurde er fast regelmäßig wieder in der Verteidigung eingesetzt, bestritt 17 Oberligaspiele und konnte drei Tore erzielen.
Für die Spielzeit 1977/78 wurde der 29-jährige Lippmann zwar wieder für die Oberliga nominiert, tatsächlich kam er dort nur noch viermal zum Einsatz, dabei nur einmal über die volle Spieldauer. Gegen den 1. FC Union Berlin erzielte er sein letztes Oberligator. Nach dieser Saison beendete Gunter Lippmann nach zwölf Spielzeiten seine Laufbahn im höheren Ligenbereich.